# Uriah (Alabama)
Uriah es un lugar designado por el censo ubicado en el condado de Monroe en el estado estadounidense de Alabama. En el Censo de 2010 tenía una población de 294 habitantes y una densidad poblacional de 113,75 personas por km².

## Geografía
Uriah se encuentra ubicado en las coordenadas 31°18′27″N 87°29′57″O / 31.30750, -87.49917. Según la Oficina del Censo de los Estados Unidos, Uriah tiene una superficie total de 4.16 km², de la cual 4.16 km² corresponden a tierra firme y (0%) 0 km² es agua.

## Demografía
Según el censo de 2010, había 294 personas residiendo en Uriah. La densidad de población era de 113,75 hab./km². De los 294 habitantes, Uriah estaba compuesto por el 70.07% blancos, el 20.75% eran afroamericanos, el 4.08% eran amerindios, el 0.34% eran asiáticos, el 0% eran isleños del Pacífico, el 0% eran de otras razas y el 4.76% pertenecían a dos o más razas. Del total de la población el 2.04% eran hispanos o latinos de cualquier raza.